# Wojnicz

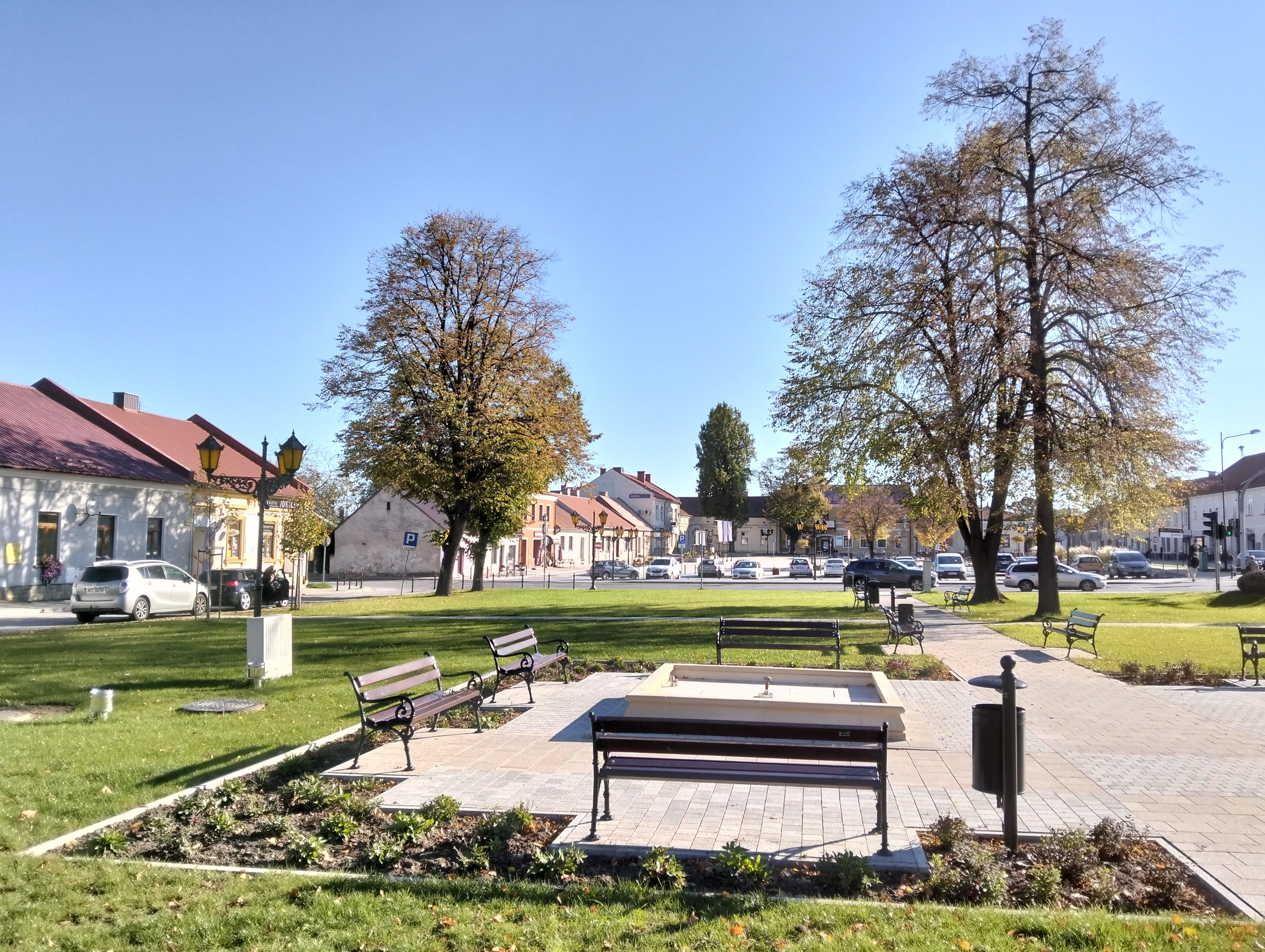
Rynek

Wojnicz – miasto w Polsce położone w województwie małopolskim, w powiecie tarnowskim, siedziba gminy miejsko-wiejskiej Wojnicz. Wchodzi w skład aglomeracji tarnowskiej. Gród wzniesiony w X wieku należał do ciągu trzynastu zamków rycerskich zbudowanych w średniowieczu na wzniesieniach nad Dunajcem w Małopolsce, strzegących szlaku handlowego na Węgry biegnącego wzdłuż Wisły, Dunajca, Popradu, Wagu i Dunaju, stanowiąc część systemu fortyfikacyjnego państwa polskiego od strony Węgier. Dawna kasztelania wojnicka, jedna z najstarszych w Małopolsce. Miasto padło siedem razy ofiarą pożarów. Starostwo niegrodowe w Wojniczu miało siedzibę w Zamościu od 1277 r. (nie udało się ustalić pełnego katalogu starostów wojnickich). Od 1109 patronem parafii jest św. Wawrzyniec, męczennik na ruszcie; figuruje on także na tarczy herbowej miasta.
W latach 1975–1998 w województwie tarnowskim.

## Położenie
Wojnicz leży na Podgórzu Bocheńskim w Kotlinie Sandomierskiej, na obszarze zapadliska przedkarpackiego. Niedaleko miasta przebiega granica jednostek geologicznych: zapadliska przedkarpackiego, obejmującego tereny na południe od Wojnicza, oraz nasuniętych na niego od południa, Karpat fliszowych, reprezentowanych przez Pogórze Wiśnickie. W niektórych regionalizacjach zachodnia część Wojnicza leży na Wysoczyźnie Wojnickiej. Wysoczyzna ta przylega bezpośrednio do progu Pogórza. Jej wierzchowina niejednostajnie opada w kierunku północnym. Gród powstał na wyspie otoczonej mokradłami na równinie zalewowej doliny dolnego Dunajca.

### Układ przestrzenny
W układzie przestrzennym wyróżnić można trzy strefy:
- centrum – obejmującą zwartą zabudowę wokół Rynku
- miejską – obejmującą historyczny układ ulic, działek, zabytkową zabudowę z reliktami fortyfikacji średniowiecznej oraz zespół dworu starostów wojnickich z parkiem i zabudowaniami folwarcznymi
- podmiejską – na obrzeżach miasta, o luźniejszej strukturze z zabudową mieszkaniową, a w północnej części wzdłuż drogi krajowej z terenami przemysłowo- usługowymi

Integralną część miasta stanowią dzielnice: Ratnawy, Zamoście, Błonie, Kolonia, Podlesie i Wolice.

### Klimat
Wojnicz znajduje się w klimatycznej strefie umiarkowanego ciepła, o najwyższych temperaturach w lipcu i sierpniu, a najniższych w styczniu i lutym.
- średnia roczna temperatura: 8 °C
- średnia roczna suma opadów: 700–750 mm
- długość okresu wegetacyjnego: 220 dni

### Gleby
Występowanie poszczególnych klas gleb na terenie gminy Wojnicz wyraźnie nawiązuje do litologii skał czwartorzędowych, w mniejszym stopniu skał starszych. W dolinach rzek występują gleby napływowe, zaś na Pogórzu Karpackim i na Wysoczyźnie Wojnickiej przeważają gleby brunatnoziemne, w mniejszym stopniu bielicoziemne. Inne rodzaje gleb występują zdecydowanie rzadziej.

### Surowce naturalne
Na obszarze Wojnicza występują surowce naturalne, reprezentujące: surowce energetyczne (gaz ziemny), surowce chemiczne (sole kamienne) oraz surowce skalne (kruszywa naturalne i surowce ceramiczne). Oprócz nich występują inne skały, jak np. karpackie piaskowce, syderyty (rudy żelaza), łupki bitumiczne, torfy, wody mineralne (solanki).

### Demografia
- 1662 rok – 500 mieszkańców
- 1835 rok – 1200 mieszkańców
- 1921 rok – 1500 mieszkańców
- 1961 rok – 2100 mieszkańców
- 2008 rok – 3509 mieszkańców

Piramida wieku mieszkańców Wojnicza w 2014 roku.

## Historia

### Nazwa
Prastara osada targowa i wczesnośredniowieczny gród kasztelański stąd nazwa licznie poświadczona źródłowo od XIII w., Woynicze w 1217 r., Woyniz w 1224 r., Woynicz w 1239 r., 1259 r., według Kazimierza Rymuta i Stanisława Rosponda nazwa dzierżawcza utworzona za pomocą archaicznego słowiańskiego przyrostka -jь od nazwy osobowej Wojnik. Stanisław Rospond zakładał ewentualność wczesnej formy Wojnice, od nazwiska Wojna, skróconej na Wojnic i odmazurzonej na Wojnicz. W XIV wieku ustanowiono specjalnego poborcę cła „Florzko senior districtus woinicensis”. Dokument z 1374 r. wymienia obok Krakowa jako „castra et civitates regni” Biecz, Sącz (Sądecz), Wiślicę i Wojnicz. W 1388 r. Władysław Jagiełło potwierdził sprzedaż Tarchowa „in terra wojnicensi”.

### Symbole miasta
- Herb Wojnicza – herbem gminy Wojnicz jest w błękitnym polu tarczy godło przedstawiające św. Wawrzyńca w barwie cielistej i srebrnym perizonium na biodrach, rozciągniętego na złotej kracie, po bokach której litery S i L Sanctus Laurentius – św. Wawrzyniec takiejże barwy. Herb nawiązuje do najstarszego wezwania miejscowego kościoła z XI w. Najstarsza zachowana pieczęć z postacią św. Wawrzyńca pochodzi z 1504 r. Herb w obecnej formie został zatwierdzony uchwałą Rady Gminy w 1994 r. Został plastycznie opracowany przez Dariusza Dessauera z UMCS w Lublinie. Herb jest znakiem miasta i gminy.
- Flaga Wojnicza – składa się z trzech stref: strefa górna złota (zastępowana barwą żółtą), pośrodku pas srebrny (zastępowany bielą), a strefa dolna jest błękitna
- Hymn

### Przebieg historyczny

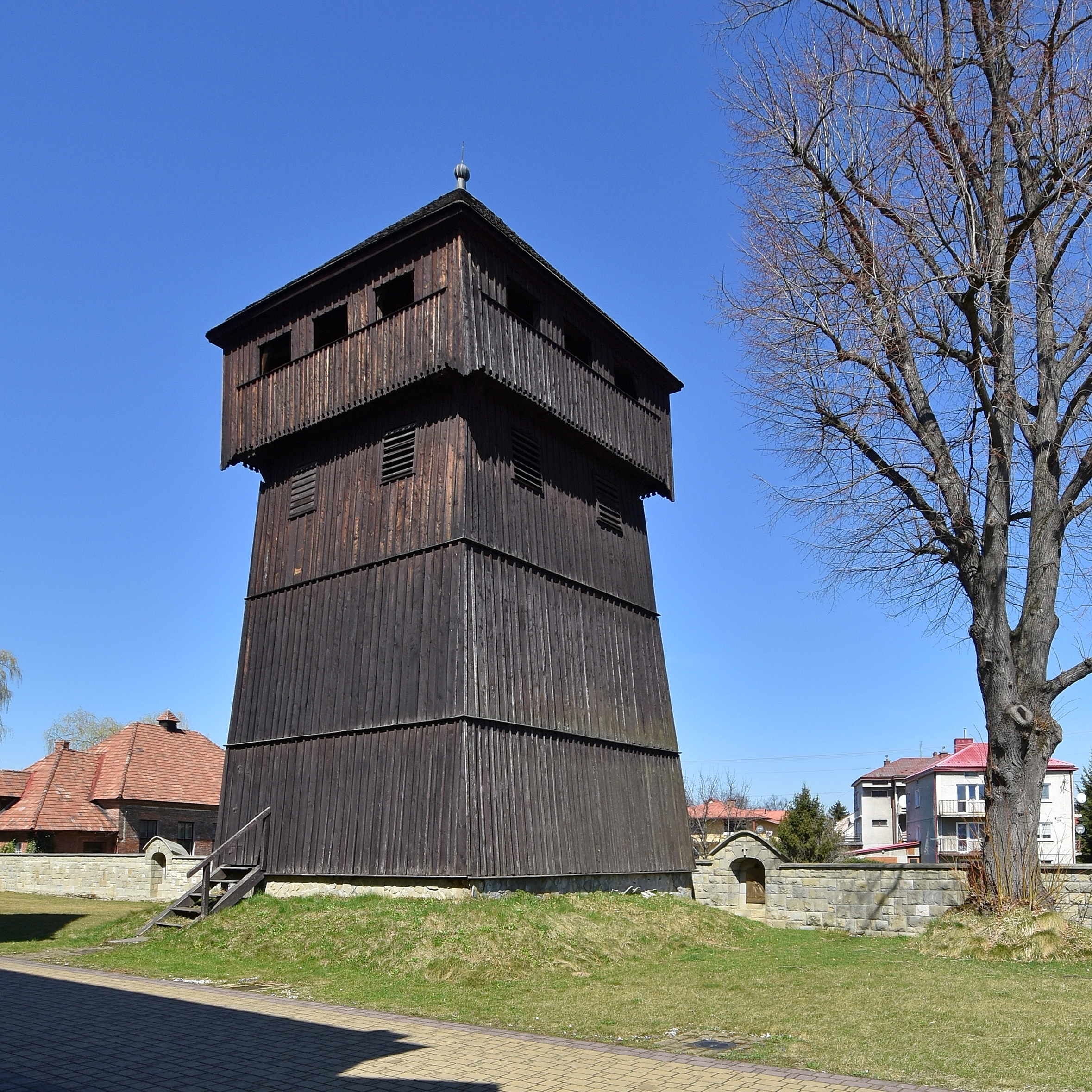
Dzwonnica w Wojniczu, XVI w.

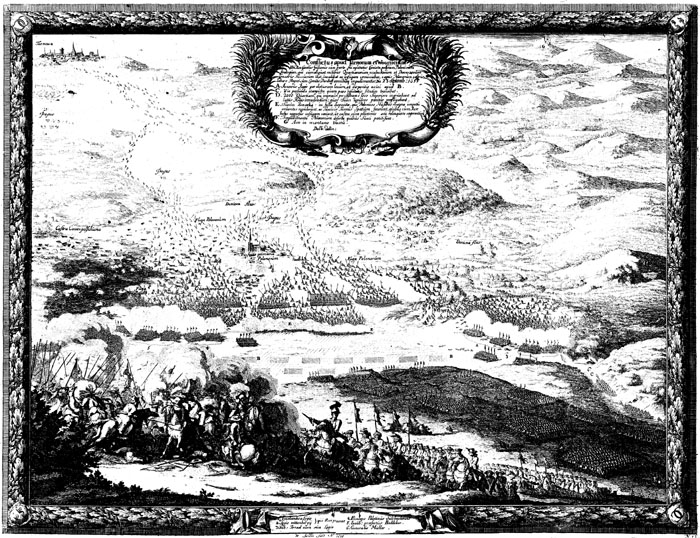
Sztych Erika Dahlbergha, Bitwa pod Wojniczem 1655

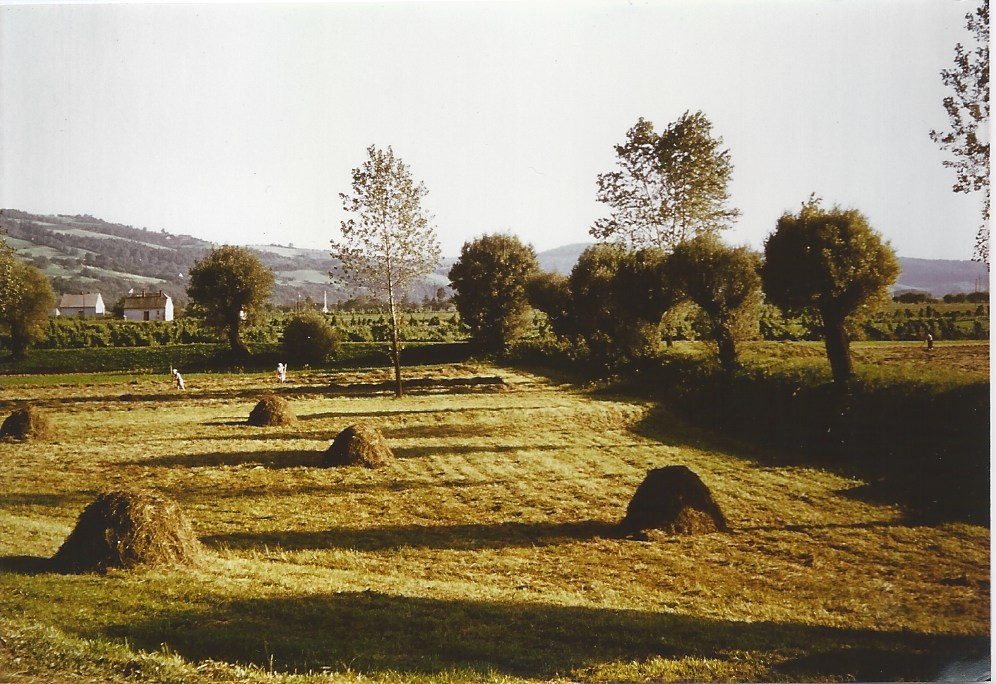
Wojnicz: w drodze do Dunajca, 1970

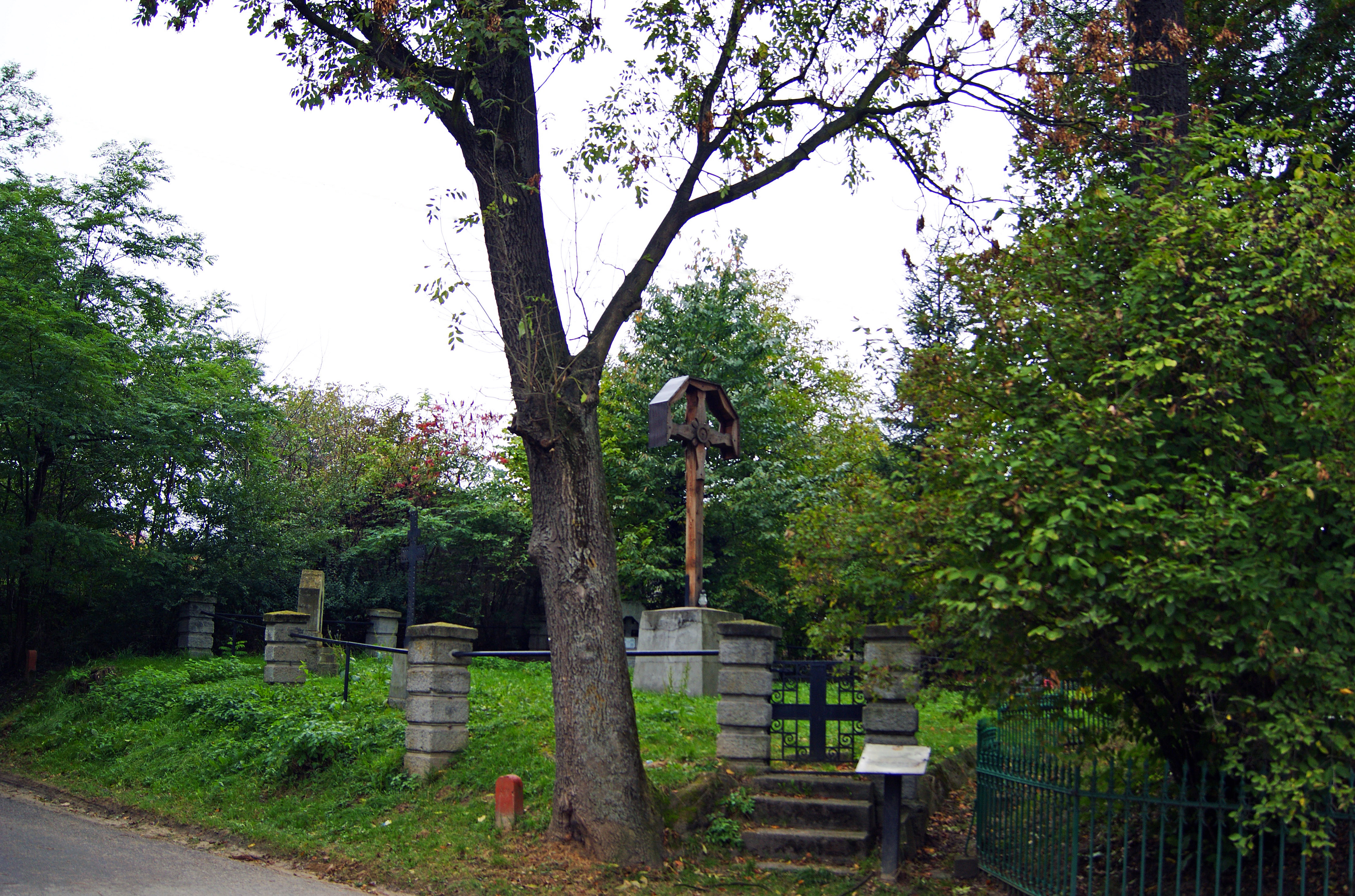
Cmentarz wojenny nr 282

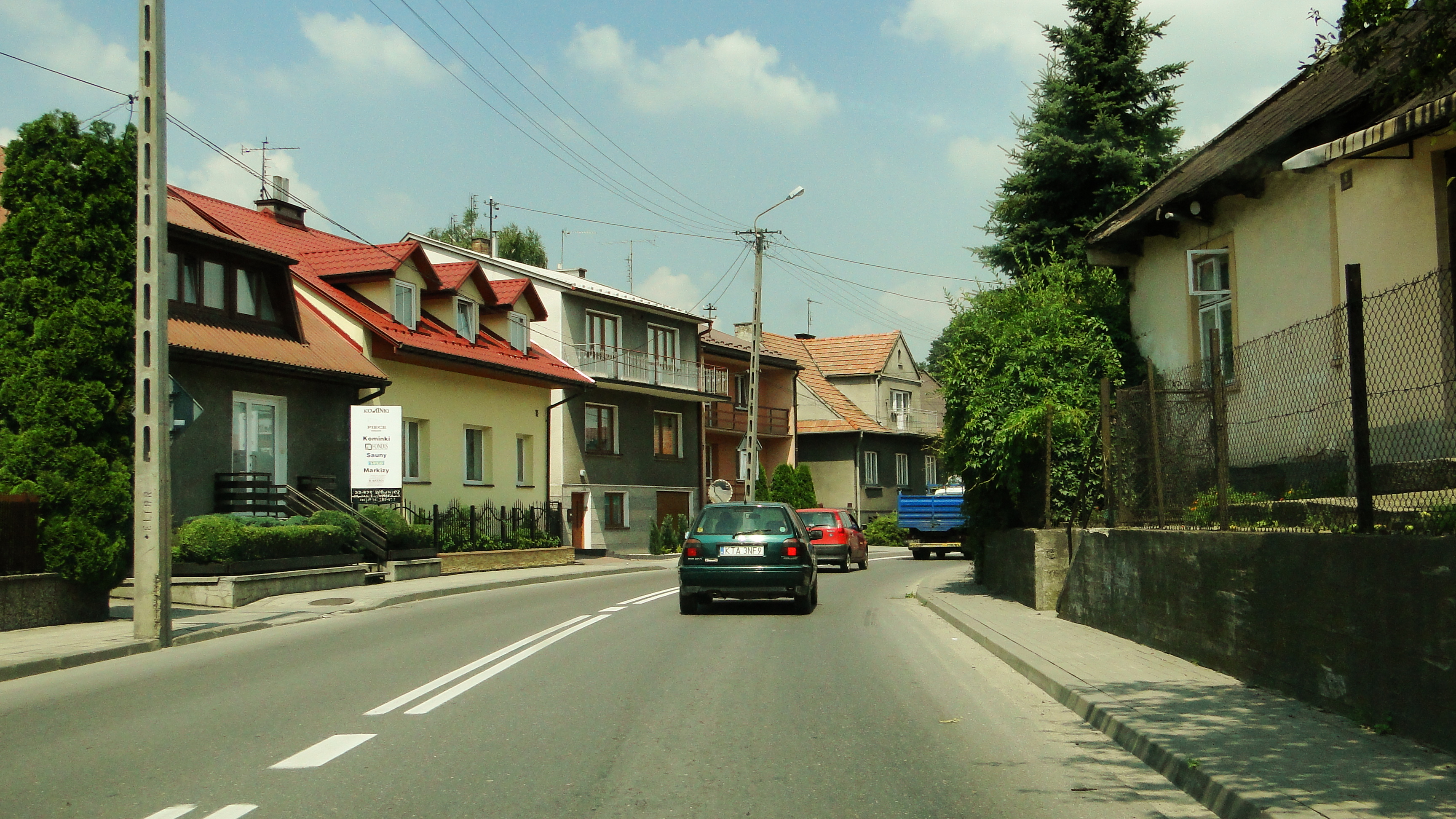
Ulica Jagiellońska

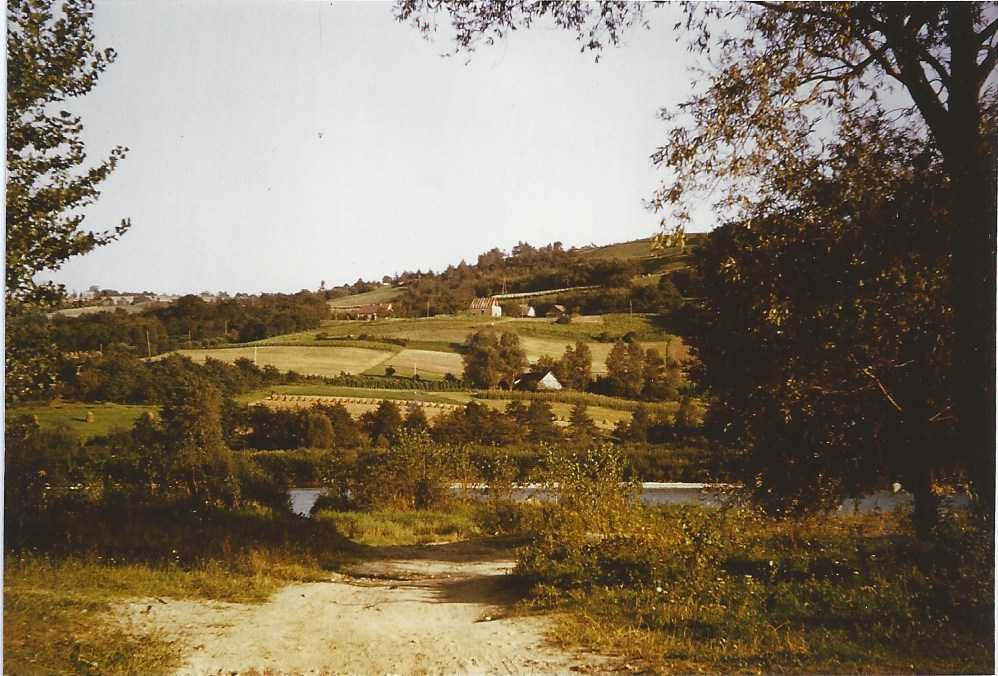
Dunajec pod Wojniczem, z brzegu Ispu

Osadnictwo na terenie obecnego miasta przybierało na sile w VIII – IX w. Resztki wczesnośredniowiecznego grodziska zbudowanego w X wieku na suchej wyspie wzniesionej kilka metrów nad mokradłami doliny Dunajca i pełniącego funkcję grodu kasztelańskiego dały początek miastu Wojnicz. W X w. osada wojnicka zmieniła charakter i znaczenie przez powstanie grodu osadzonego przez wojów państwa plemiennego, a następnie polskiego. Jedna z legend natomiast mówi, że w X w. wojowie księcia Mieszka I, czy też Bolesława Chrobrego, wznieśli tam modrzewiowe grodzisko. Od tychże wojów osada otrzymała nazwę Wojnicz. Inna związana z Wojniczem legenda podaje, że nim powstała nazwa Wojnicz, w tym miejscu był gród składający się z trzech osad, o wspólnej nazwie Trojnik.
Wojnicz posiadał prawa miejskie w latach 1278–1934, odzyskał je 1 stycznia 2007 roku. 3 października 1655 r. doszło do bitwy pod Wojniczem.
- 4000–1700 p.n.e. – przejściowe osadnictwo
- 1700–700 p.n.e. – trwałe, ale nie ciągłe osadnictwo
- 700–400 p.n.e. – nietrwałe osadnictwo łużyckie
- X wiek – zasiedlenie osady przez wojów drużyny pierwszych władców Polski, wzniesienie wałów grodu
- 1109 – wzniesienie kościoła pod wezwaniem św. Wawrzyńca, prawdopodobnie z fundacji Bolesława Krzywoustego jako wotum za zwycięstwo pod Nakłem
- XII wiek – powstaje kasztelania wojnicka
- 1112 – powstała świątynia na miejscu, gdzie jest obecnie kościół św. Leonarda[7]
- XIII wiek – komora celna, prawo składu i targu
- 1239 – powitanie Kingi, córki króla Węgier, Beli IV, przyszłej żony Bolesława Wstydliwego; Wojnicz prawdopodobnie wtedy otrzymał prawa miejskie
- 1278, 25 listopada – pierwsza wzmianka o Wojniczu jako mieście, usypanie wałów miejskich
- 1349 – przeniesienie miasta z prawa średzkiego na magdeburskie przez Kazimierza Wielkiego
- 1375, 25 maja – pierwsza wzmianka o powiecie wojnickim
- 1379 – pierwsza wzmianka o zniszczeniu miasta przez pożar
- 1381 – potwierdzenie praw miejskich przez Ludwika Węgierskiego, Wojnicz został siedzibą powiatu, powstała szkoła parafialna
- 1394, 13 września – wizyta królowej Jadwigi
- I połowa XV w. – miejsce roczków sądu ziemskiego[8]
- 1427 – zatwierdzenie przywilejów mieszczan przez Władysława Jagiełłę
- 1456, 15 kwietnia – Kazimierz Jagiellończyk zezwolił na targi w każdy poniedziałek
- 1465 – wyniesienie probostwa do godności prepozytury, powstanie szkoły kolegiackiej, wzniesienie parafialnego kościoła św. Wawrzyńca w stylu gotyckim
- 1485 – zniszczenie miasta przez drugi pożar
- 1496 – pierwsza wzmianka o cechu szewców w Wojniczu
- 1503 – uchwalenie na sejmiku Laudum Wojnickiego ziemi krakowskiej dotyczącego pospolitego ruszenia
- 1521, 4 października – król Zygmunt I Stary pozwolił mieszczanom wojnickim wybudować most na Dunajcu
- 1527 – wydanie zezwolenia przez Zygmunta Starego na budowę pierwszego mostu na Dunajcu przez mieszczan
- 1530 – założenie Cechu Wielkiego za zgodą Zygmunta Starego
- 1575 – po raz pierwszy potwierdzony murowany ratusz w rynku, z wieżą, dzwonem i zegarem
- 1655, 3 października – bitwa pod Wojniczem między wojskami polskimi a szwedzkimi
- 1657, 19 marca – wkroczenie do miasta wojsk Rakoczego i jego spalenie
- 1702 – rajtarzy szwedzcy podpalili miasto z powodu odmowy płacenia kontrybucji Szwedom
- 1727 – wzmianka o Lyceum Woynicianum, starej szkole prowadzonej przez kapitułę wojnicką (zob. rok 1465)[9]
- 1732 – przywłaszczenie dochodów miasta przez starostę Jakuba Stanisława Karwowskiego[10]
- 1739 – powstał duży browar na przedmieściu Zamoście
- 1745, 13 kwietnia – pożar zniszczył znaczną część miasta
- 1751 – utworzenie rozległego archidiakonatu wojnickiego
- 1752, 23 marca – spłonięcie kolegiaty św. Wawrzyńca
- 1753 – odbudowa kolegiaty i budowa kaplicy w stylu późnobarokowym
- 1767 – freski rokokowe w kolegiacie przez Jana Neyderfera
- 1772 – rządy austriackie w wyniku I rozbioru
- 1773 – konsekracja kolegiaty przez biskupa krakowskiego Kajetana Ignacego Sołtyka
- 1784, 5 sierpnia – poświęcenie nowo założonego cmentarza przy gościńcu radłowskim (dziś ul. Warszawska)
- 1800 – Wojnicz został siedzibą powiatu wchodzącego w skład cyrkułu bocheńskiego
- 1831 – zniszczenie miasta i ratuszu przez pożar, budowa pomnika św. Floriana w rynku
- 1851 – powstał sąd powiatowy, przekształcony później w grodzki
- 1856 – budowa kolei galicyjskiej im. Karola Ludwika, omijającej miasto
- 1867 – likwidacja powiatu wojnickiego
- 1894, 28 listopada – zakończono proces rejestracyjny Towarzystwa Gimnastycznego „Sokół” w Wojniczu, rozpoczęty rok wcześniej.
- 1895 – pożar miasta
- 1914–1918 I wojna światowa[11], bitwy i cmentarze wojskowe[12]
- 1918, 5 listopada – władze miejskie ogłosiły odzyskanie niepodległości i odrodzenie państwa polskiego
- 1928, 21 października – wizyta prezydenta Ignacego Mościckiego
- 1934, 8 lipca – na Rynku odsłonięto pomnik Niepodległości
- 1935, 1 kwietnia – utrata praw miejskich
- 1939, 6 września – wkroczenie wojsk niemieckich po potyczkach z 39 Pułkiem Piechoty Strzelców Lwowskich, którego obrona mostu nad Dunajcem się nie powiodła
- 1942 – masowe aresztowania do obozów koncentracyjnych, eksterminacja obywateli Żydowskich
- 1943, 5/6 czerwca 1943 – jedno z największych aresztowań w Wojniczu w czasie II wojny światowej
- 1944, 4/5 sierpnia – w nocy spadł w Dębinie Zakrzowskiej zestrzelony aliancki Halifax JP 181, należący do 148 dywizjonu RAF, w drodze do powstania warszawskiego: 7 ofiar załogi
- 1945, 18 stycznia – wkroczenie Armii Czerwonej
- 1991, 4 sierpnia – odsłonięto Pomnik Lotników Alianckich w Dębinie Zakrzowskiej, zaprojektowany przez L. i O. Scheierów na upamiętnienie zmarłych pilotów alianckich z 1944 roku
- 1992 – pierwsze wydanie „Zeszytów Wojnickich” wyd. przez Izbę Regionalną i Towarzystwo Przyjaciół Ziemi Wojnickiej
- 2006, 13 grudnia – powstał Zielony Park Przemysłowy
- 2007, 1 stycznia – odzyskanie praw miejskich[13]
- 2007, 18 stycznia – oficjalne uroczystości związane z odzyskaniem praw miejskich, wizyta premiera Jarosława Kaczyńskiego
- 2007, 9 lipca – otwarcie obwodnicy w ciągu drogi krajowej nr 94
- 2014, 9 sierpnia – podniesienia kościoła parafialnego św. Wawrzyńca Męczennika do godności kolegiaty oraz ogłoszenie powołania do istnienia Kapituły Kolegiackiej przez biskupa Andrzeja Jeża[14]
- 2014, 29 października – otwarcie obwodnicy miasta w ciągu drogi wojewódzkiej nr 975
- 2016, 13 listopada – z okazji rocznicy objęcia rządu przez Prawo i Sprawiedliwość w hali sportowej Zespołu Szkół Licealnych i Technicznych odbyła się konwencja poświęcona rolnictwu – Zgromadzenie Wsi Polskiej, w którym udział wzięli: premier Beata Szydło, prezes Jarosław Kaczyński, wicepremier oraz minister rozwoju i minister finansów Mateusz Morawiecki, wicepremier oraz minister kultury i dziedzictwa narodowego Piotr Gliński, wicepremier oraz Minister Nauki i Szkolnictwa Wyższego Jarosław Gowin, marszałek Sejmu Marek Kuchciński oraz wicemarszałkowie Ryszard Terlecki i Joachim Brudziński, marszałek Senatu Stanisław Karczewski, a także ministrowie: Obrony Narodowej Antoni Macierewicz, Spraw Wewnętrznych i Administracji Mariusz Błaszczak, Rolnictwa i Rozwoju Wsi Krzysztof Jurgiel oraz minister-członek Rady Ministrów Elżbieta Witek.

### Kasztelanowie wojniccy
1. Śmił 1217
2. Dzierżykraj 1229
3. Sąd 1233–1236
4. Piotr 1243–1256
5. Jakub 1256–1259
6. Skarbimir 1275–1277
7. Świetosław 1284
8. Andrzej 1285–1287
9. Klemens 1290–1292
10. Andrzej 1317
11. Warsz 1329–1343[15]
12. Jan z Melsztyna 1343–1345[16]
13. Jan 1345–1360
14. Piotr 1361–1366
15. Zawisza Gamrat 1366–1376
16. Jan z Tęczyna Tęczyński 1379–1398[15]
17. Mikołaj z Michałowa i Kurozwęk zw. Białucha 1399–1410
18. Jędrzej z Tęczyna Tęczyński 1410–1411[15]
19. Dobiesław Oleśnicki 1411–1433[17]
20. Domarat z Kobylan Kobylański 1433–1435
21. Jan z Tęczyna Tęczyński 1435–1437
22. Klemens Wątróbka ze Strzelec 1437–1438
23. Rafał z Tarnowa 1439–1441
24. Mikołaj z Ossolina 1442–1459
25. Dobiesław Kmita z Wiśnicza 1460–1463
26. Jan Amor z Tarnowa Tarnowski 1464–1477
27. Jan Feliks z Tarnowa Tarnowski 1479
28. Andrzej z Tęczyna Tęczyński 1479–1502
29. Jakub Siekulicki 1503–1512
30. Andrzej Kościelecki 1513–1515
31. Mikołaj Jordan 1515–1521
32. Jan Amor Tarnowski 1522–1527
33. Piotr Kmita Sobieński 1527–1532
34. Mikołaj Wolski 1532–1535
35. Jan Tęczyński 1535–1542
36. Jan Spytek Tarnowski 1542–1550
37. Stanisław Maciejowski 1550–1553
38. Mikołaj Myszkowski 1554–1557
39. Jan Krzysztof Tarnowski 1558–1567
40. Piotr Zborowski 1567–1568
41. Mikołaj Mielecki 1569
42. Hieronim Ossoliński 1569–1570
43. Jan Tęczyński 1571–1593
44. Piotr Myszkowski 1593–1598
45. Zygmunt Myszkowski 1598–1603
46. Sebastian Lubomirski 1603–1613
47. Jan Firlej 1613–1614
48. Piotr Firlej 1614–1617
49. Mikołaj Firlej 1618–1632
50. Krzysztof Koryciński 1633–1636
51. Krzysztof Ossoliński 1636–1638
52. Piotr Szyszkowski 1638–1645
53. Michał Stanisław Tarnowski 1645–1655
54. Jan Wielopolski 1655–1667
55. Stanisław Skarszewski 1667–1685
56. Paweł Stokowski 1685–1686,
57. Franciszek Jordan 1687–1694
58. Franciszek Jan Załuski 1694–1695
59. Przecław Stefan Szembek 1695–1702
60. Jan Mikołaj Dąmbski 1702–1707
61. Franciszek Dembiński 1707–1727
62. Piotr Konstanty Stadnicki 1728–1745
63. Franciszek Czerny-Szwarzenberg 1746–1760
64. Adam Jordan 1760–1763,
65. Stanisław Kostka Marcin Dembiński 1764–1779
66. Wojciech Kluszewski 1779
67. Piotr Józef Małachowski 1780–1782
68. Piotr z Alkantary Ożarowski 1781–1794

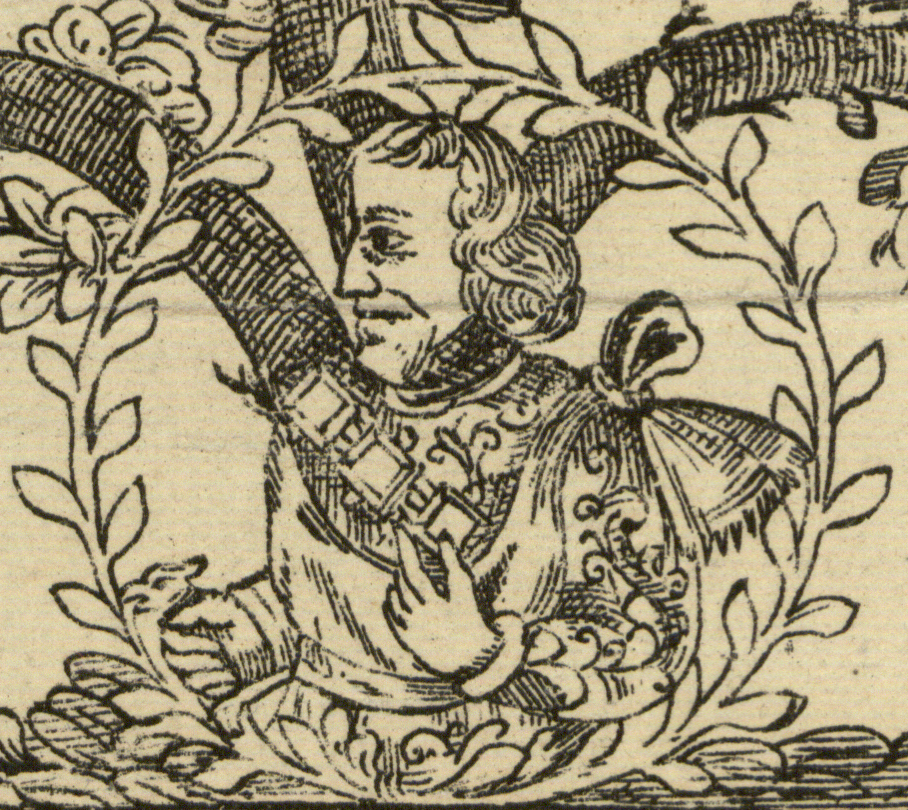
Jan Amor Tarnowski (zm. 1500)
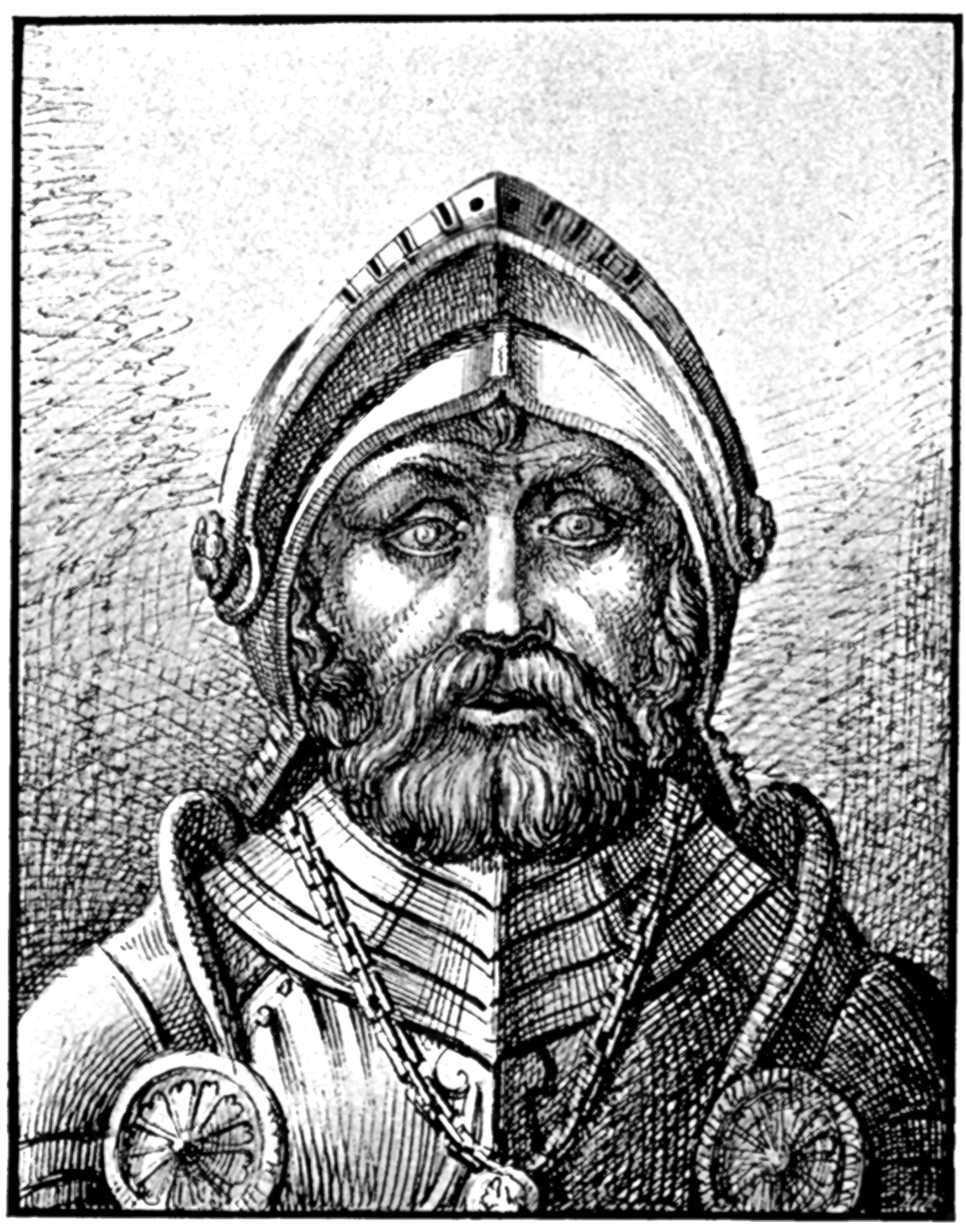
Piotr Kmita Sobieński
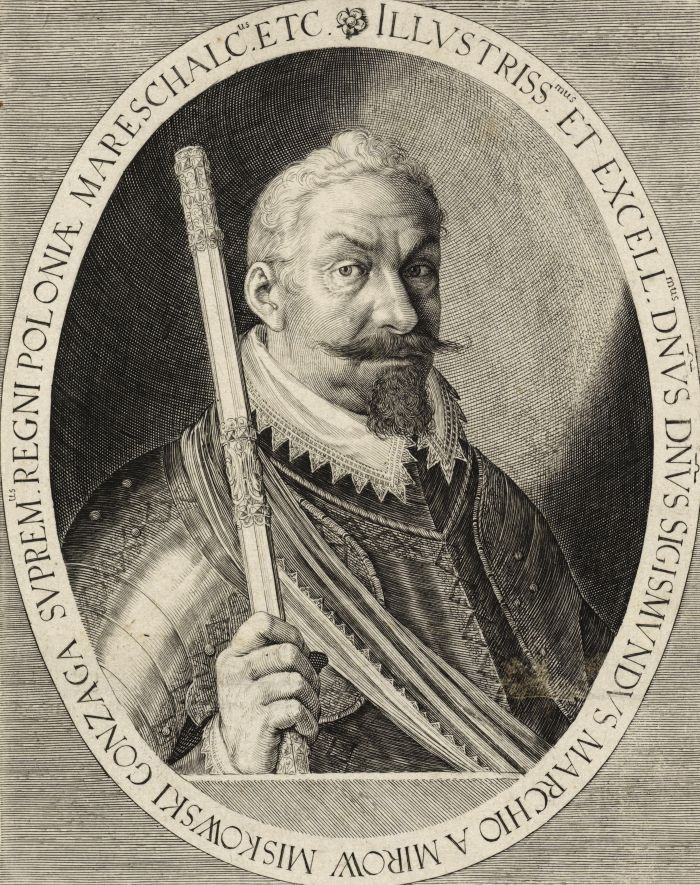
Zygmunt Gonzaga Myszkowski
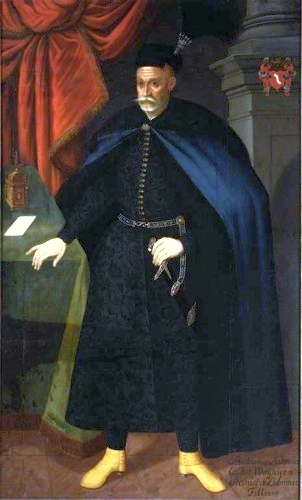
Sebastian Lubomirski
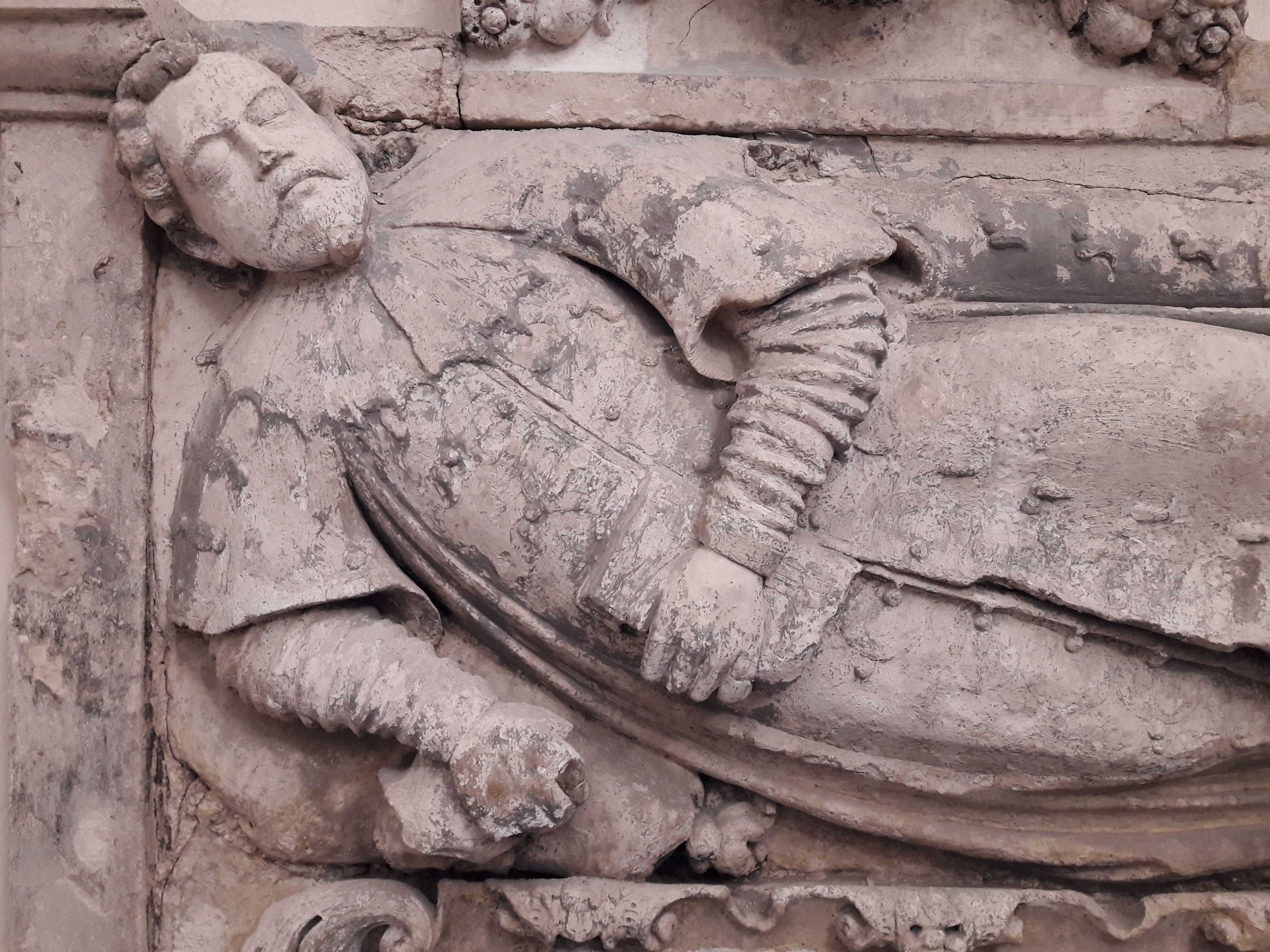
Nagrobek Piotra Firleja
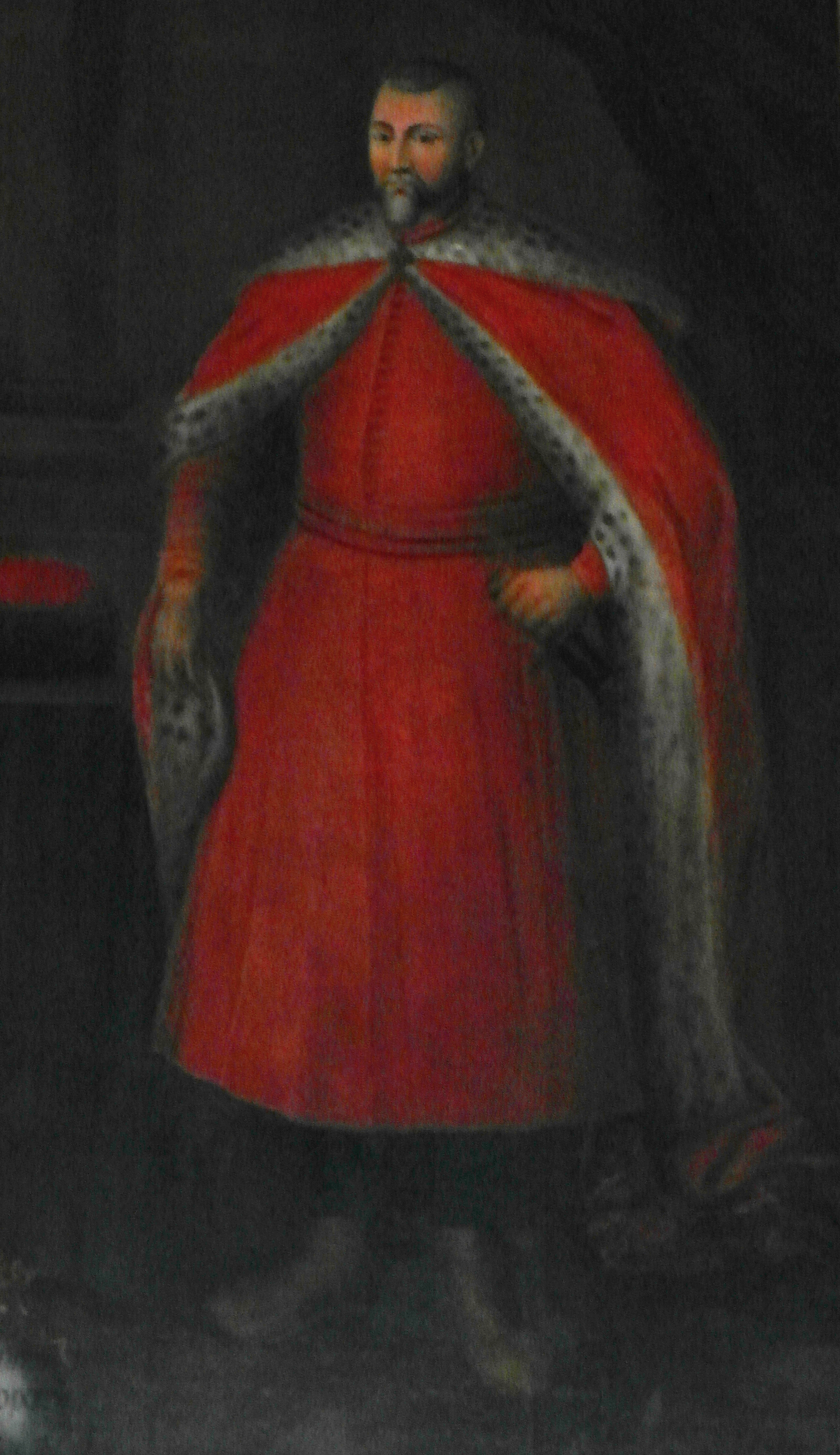
Jan Wielopolski

## Zabytki

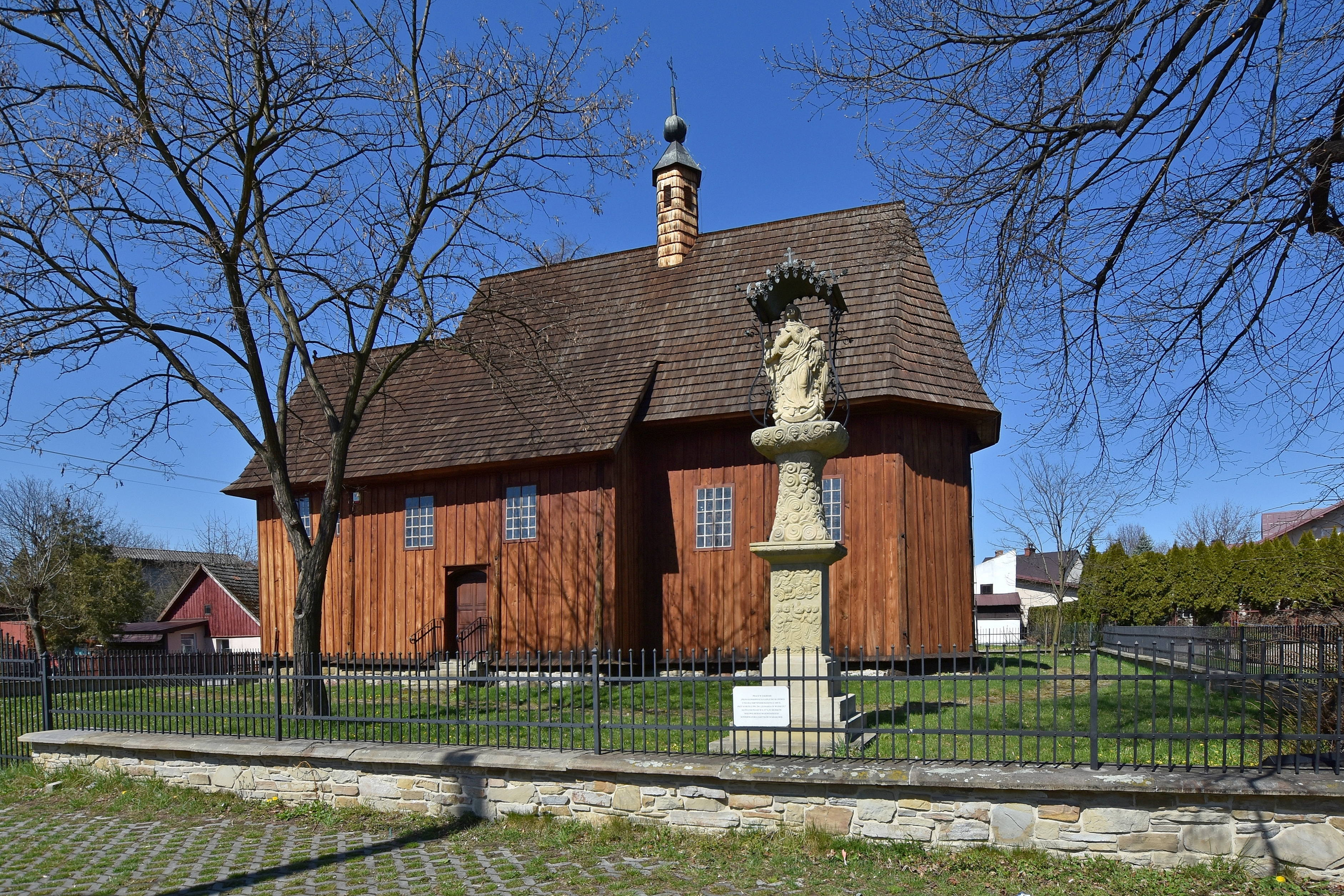
Kościół św. Leonarda

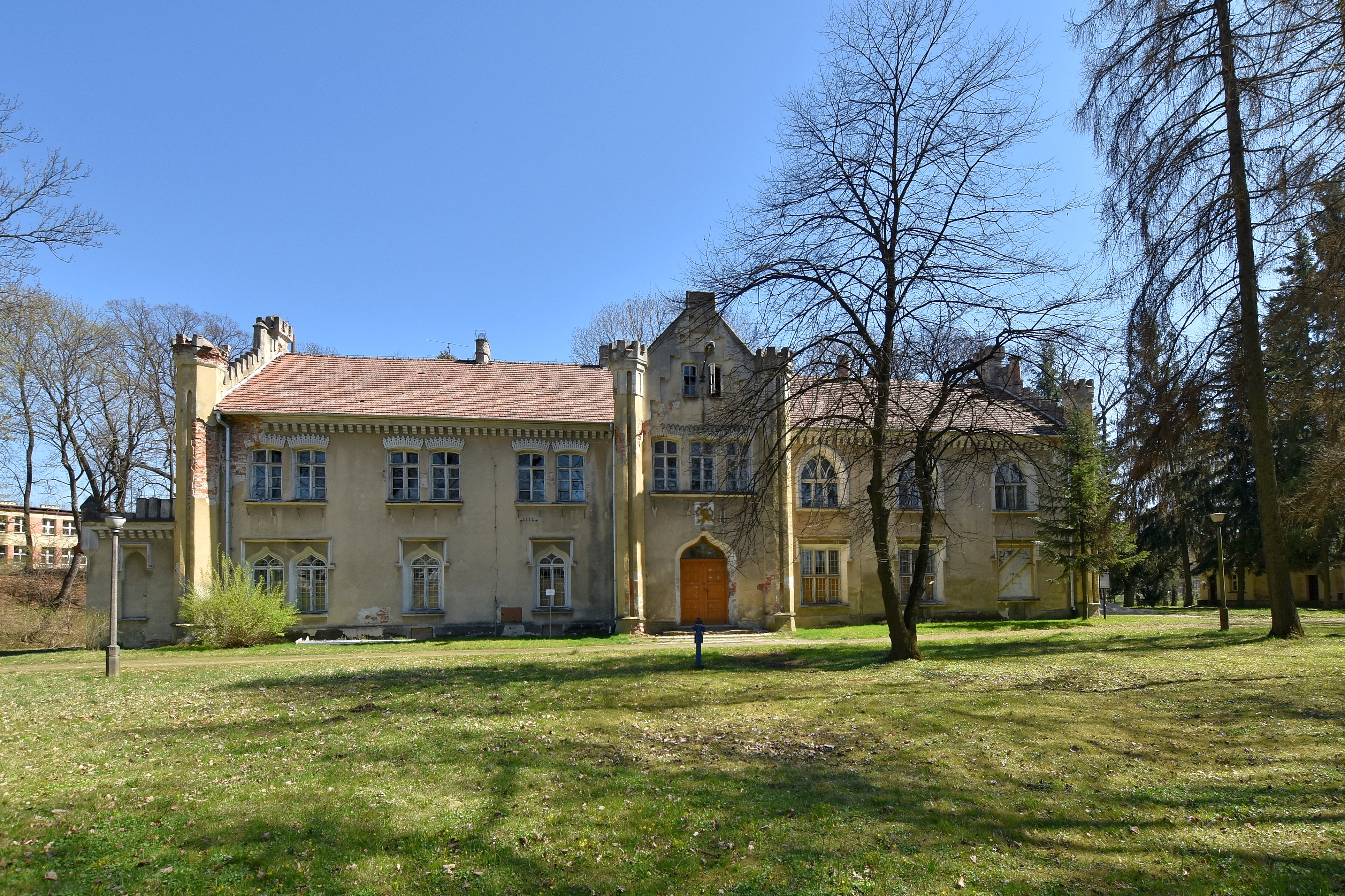
Pałac Dąmbskich

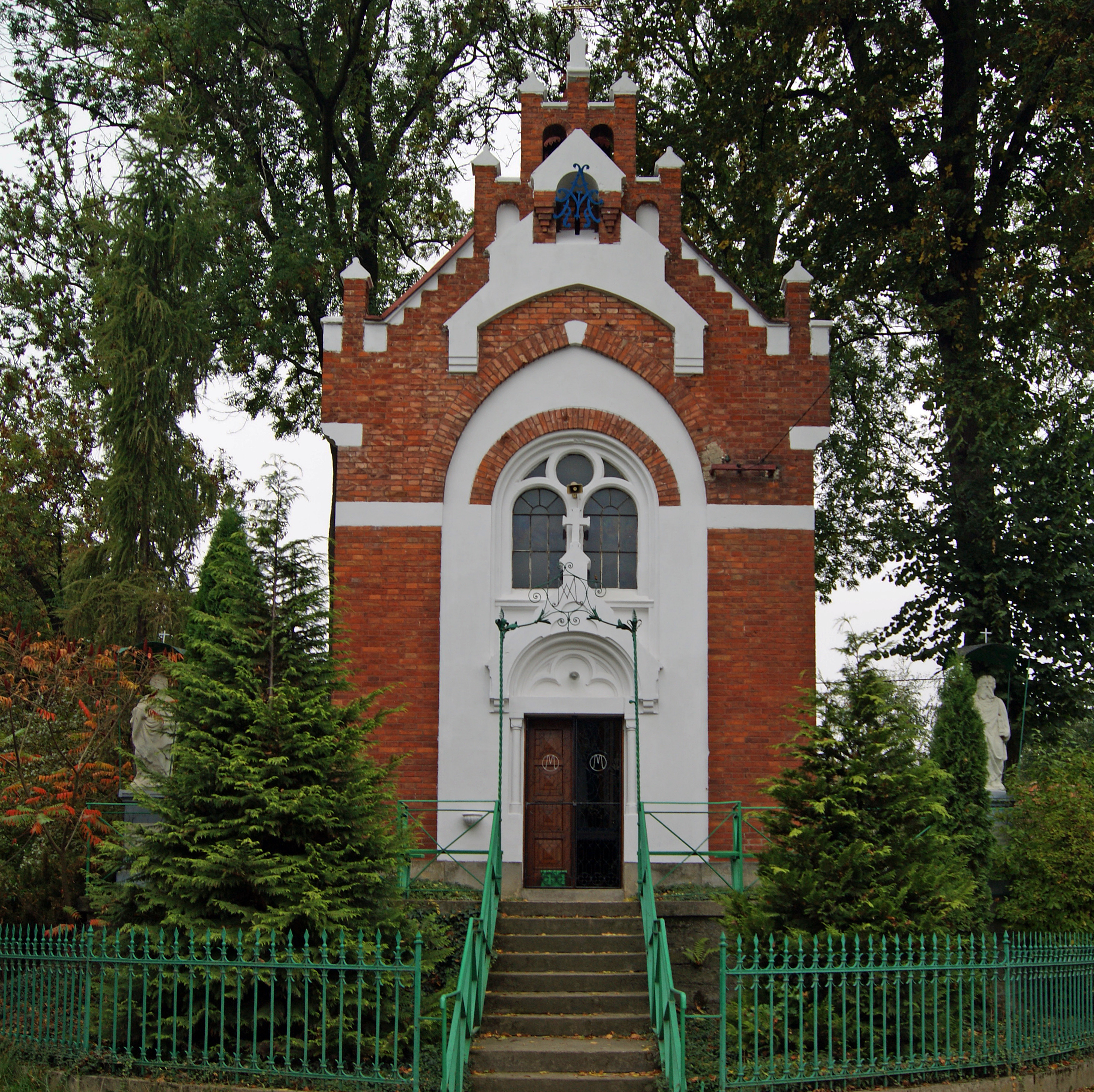
Kaplica Matki Boskiej Loretańskiej z 1905 roku, obiekt na ogólnopolskim szlaku kaplic loretańskich

Obiekty wpisane do rejestru zabytków nieruchomych województwa małopolskiego.
- Układ przestrzenny miasta;
- kościół parafialny pw. św. Wawrzyńca, dzwonnica, otoczenie, drzewostan;
- kościół filialny pw. św. Leonarda, otoczenie, ogrodzenie, drzewostan;
- kaplica grobowa Stadnickich na cmentarzu komunalnym;
- kaplica cmentarna pw. Świętego Krzyża wraz z częścią cmentarza komunalnego – sektor 1;
- dwór Dąmbskich;
- park dworski (pełny obszar );
- kaplica mszalna pw. Matki Boskiej Loretańskiej, cmentarz wojenny nr 282, drzewostan oraz figury św. Piotra i św Pawła;
- cmentarz wojenny nr 285;
- kamienica ul. Jagiellońska 1/Rynek 9;
- grodzisko.

### Pomniki i tablice
- Pomnik Niepodległości w Rynku – wybudowany w 1934 roku dla uczczenia poległych w czasie I wojny światowej. Inicjatorem powstania pomnika był dr Wiktor Łowczowski.
- Pomnik św. Floriana – usytuowany w centralnej części Rynku, pochodzi z 1843 r. i upamiętnia pożar miasta w 1831 r.
- Pomnik Golgoty Wschodu przy kaplicy na cmentarzu komunalnym, ul. Tarnowska
- Głaz z tablicą upamiętniającą miejsce wojnickiego ratusza na Rynku
- Tablice św. Kingi i św. Jadwigi umieszczone na ścianie Findrówki przy Rynku 29, upamiętniające wizyty: św. Kingi w 1239 roku oraz królowej Jadwigi 13 listopada 1394 roku
- Tablica upamiętniająca początki szkolnictwa w Wojniczu na ścianie najstarszego istniejącego budynku szkolnego w Rynku
- Tablica upamiętniająca jedno z aresztowań w Wojniczu podczas II wojny światowej, umieszczona u stóp pomnika św. Floriana na Rynku
- Tablica upamiętniająca udział wojnickiego rycerstwa w bitwie pod Grunwaldem umieszczona na południowej stronie wieży wojnickiej kolegiaty
- Tablica upamiętniająca generała brygady Gustawa Gryfa Łowczowskiego umieszczona na budynku, w którym urodził się generał (róg Rynku i ul. Jagiellońskiej)
- Tablica upamiętniająca pięciu członków rodziny Mirochnów zamordowanych przez Niemców w czasie II wojny światowej – ul. Loretańska 1
- Obelisk upamiętniający żołnierzy polskich poległych we wrześniu 1939 roku na polach Wojnicza – cmentarz komunalny, ul. Tarnowska
- Tablica upamiętniająca dr Wiktora Gryfa Łowczowskiego umieszczona na budynku kina Wawel

### Pomniki przyrody
- Dąb szypułkowy – za budynkiem Urzędu Miejskiego przy placu targowym
- Jesion wyniosły – ulica Krótka
- Dąb szypułkowy – ulica Krakowska

### Obiekty nieistniejące
- Ratusz – z końca XV w., spłonął w 1831 r. i nie został odbudowany.
- Browar – działający na przedmieściu Zamościa, zniszczony podczas działań wojennych I wojny światowej
- Synagoga – wzniesiona pod koniec XIX w. spłonęła w 1942 r. w miejscu gdzie obecnie znajduje się Dom Grodzki (u zbiegu ul. Długiej i Warszawskiej), spalona podczas II wojny światowej
- Cmentarz parafialny przy ul. Warszawskiej założony w 1784 roku – obecnie w miejscu cmentarza stoi krzyż pamiątkowy
- Cmentarz choleryczny przy ulicy Podlesie
- Szpital – tuż za kościołem św. Leonarda. Pierwsza wzmianka o nim pochodzi z 1460 r., ale prawdopodobnie funkcjonował już w XIV w. W 1864 r. został przeniesiony na ulicę Jagiellońską i ostatecznie zlikwidowany podczas II wojny światowej.

## Administracja
Organem wykonawczym władz jest burmistrz. Siedzibą władz jest budynek na ul. Rynek 1, w którym mieszczą się także urzędowe referaty.

## Gospodarka
- Zielony Park Przemysłowy. W ramach ZPP w Wojniczu powstała podstrefa Tarnowskiej Specjalnej Strefy Ekonomicznej przy drodze międzynarodowej E-4 z dogodnym dostępem komunikacyjnym do tej drogi oraz w sąsiedztwie autostrady A-4. Teren Parku położony jest w północno-zachodniej części miasta Wojnicza, w obszarze który według miejscowego planu zagospodarowania przestrzennego wyznaczono funkcję przemysłowo-usługową. Znaczna część tego obszaru to własność komunalna i Skarbu Państwa. Poza korzystną lokalizacją i ulgami fiskalnymi dla inwestorów, atutem Zielonego Parku Przemysłowego są rozwiązania prośrodowiskowe, mające redukować niekorzystny wpływ wzmożonej działalności gospodarczej na środowisko naturalne.

## Opieka zdrowotna
- Punkt lekarski Centrum Zdrowia Tuchów

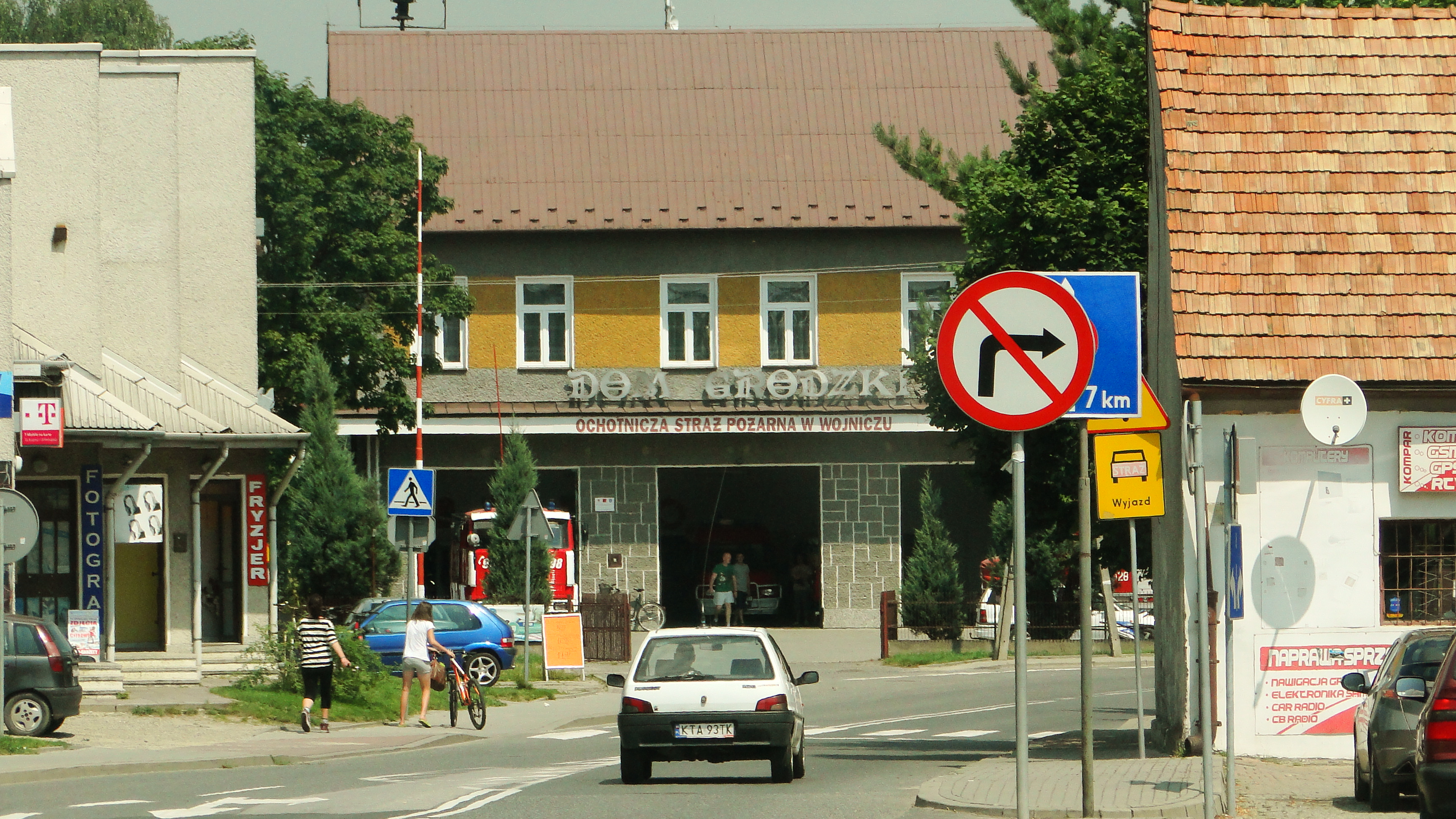
Budynek ochotniczej straży pożarnej w Wojniczu

- Wojnickie Centrum Medyczne
- Pogotowie Ratunkowe

## Pożarnictwo
- OSP

## Policja
- Komisariat Policji Wojnicz – komisariat stanowi element struktury organizacyjnej Komendy Miejskiej Policji w Tarnowie. Obejmuje on swoim zasięgiem także sąsiednią gminę Zakliczyn.

## Ochrona Natury
- Rezerwat przyrody Panieńska Góra

## Oświata
Historia oświaty w Wojniczu sięga XIV wieku i przez wiele lat związana była z historią kolegiaty. Szczególnie należy zwrócić uwagę na rzemiosła praktykowane w mieście już od średnich wieków do XX w. a ostatecznie na wykształcenie rolnicze które się pojawiło po II wojnie. W skład szkół wojnickich wchodzą:
- Żłobek – Rynek
- Publiczne Przedszkole – ul. Krzywa
- Szkoła Podstawowa im. św. Jana Kantego – ul. Szkolna
- Zespół Szkół Licealnych i Technicznych im. Jana Pawła II – ul. Jagiellońska
- Szkoła Muzyczna I Stopnia – filia Szkoły Muzycznej w Domosławicach – ul. Szkolna

## Wspólnoty religijne
Obecnie większość mieszkańców miasta to wyznawcy religii rzymskokatolickiej. W Wojniczu mieści się siedziba dekanatu wojnickiego, grupującego okoliczne parafie, w tym tutejszą parafię pw. Św. Wawrzyńca. Działa też Zgromadzenie Sióstr Karmelitanek Dzieciątka Jezus oraz kościół pw. Św. Leonarda.
Dzień odpustu przypada na 10 sierpnia, święto patrona miasta, św. Wawrzyńca.

### Dawnysztetlwojnicki
Historyczna (co najmniej od początku XVIII wieku – zob. artykuł o Michale Kędzierskim) wspólnota wyznania mojżeszowego w Wojniczu, wraz z bożnicą z XIX w. za rynkiem, uległy całkowitemu unicestwieniu po wkroczeniu wojsk niemieckich w okresie ostatniej wojny światowej. W 1880 r. było 200 obywateli pochodzenia żydowskiego w Wojniczu. W 1942 kilkuset zostało zabranych do getta w Zakliczynie, a stamtąd do obozu zagłady w Bełżcu. Z tej wspólnoty ocalał Rebe Chaim Kreiswirth (1918–2001), wojniczanin, przedstawiciel chasydyzmu polskiego, uczony Tory. Po wojnie osiadł w Belgii i wspominał ojczyznę z lat młodzieńczych.

## Kultura
- Kino Wawel
- Gminna Biblioteka Publiczna
- Gminny Ośrodek Kultury
- Galeria Findrówka
- Izba Regionalna im. Ks. Jana Królikiewicza[22]
- Towarzystwo Przyjaciół Ziemi Wojnickiej
- Koło Pszczelarzy w Wojniczu[23]
- Fotoklub Wojnicz – pracownia fotografii artystycznej[24]

### Media
- „Zeszyty Wojnickie” – kwartalnik, czasopismo historyczne, wychodzące od maja 1992
- „Merkuriusz Wojnicki” – dwumiesięcznik miasta i gminy Wojnicz, wydawany od kwietnia 2011

### Sport

#### Kluby sportowe
- LKS „Olimpia” Wojnicz – piłka nożna mężczyzn, klasa okręgowa[25]
- Movimento UKS PG Wojnicz – sekcja kolarska
- Wojnicki Klub Sportowy „Kyokushin” (karate)

#### Obiekty sportowe
- stadion Olimpii – ul. Warszawska 43
- boisko „Orlik” – ul. Szkolna
- hala sportowa – ul. Rolnicza
- boisko wielofunkcyjne – ul. Rolnicza
- skatepark - ul. Rolnicza

## Tranzyt
Wojnicz leży na skrzyżowaniu dróg: międzynarodowej
- 94 (Kraków, Tarnów, Rzeszów)

i wojewódzkiej
- 975 (Warszawa, Nowy Sącz)

W niedalekiej odległości od miasta przebiega autostrada A4. Zjazd Tarnów-Mościce komunikuje Wojnicz z tym ważnym traktem komunikacyjnym.
Odległości od większych miast Polski:
- Tarnów 12 km
- Kraków 76 km
- Rzeszów 92 km
- Katowice 151 km
- Łódź 269 km
- Warszawa 298 km
- Wrocław 342 km
- Poznań 520 km
- Gdańsk 609 km
- Szczecin 744 km

Miasto ma bezpośrednie połączenie PKS z Bielskiem-Białą, Brzegiem, Buskiem-Zdrój, Cieszynem, Gliwicami, Katowicami, Kielcami, Krakowem, Krynicą Zdrój, Leskiem, Lublinem, Łańcutem, Mielcem, Nowym Sączem, Opolem, Rzeszowem, Stalową Wolą, Tarnobrzegiem, Tarnowem, Wrocławiem, Zakopanem.
Wojnicz ma 2 obwodnice – północną w ciągu drogi nr 94, oraz wschodnią.
Najbliższa stacja PKP znajduje się w Bogumiłowicach, oddalonych 8 km od centrum miasta; w Tarnowie – 12 km.
Najbliższe lotnisko znajduje się w Krakowie Balicach i Rzeszowie Jasionce.

## Turystyka

### Trasy piesze
- Wojnicz – Panieńska Góra – Wielka Wieś – 8 km
- Wojnicz – Jaworsko – Wilkówka – 10 km
- Ogólnopolski szlak kaplic loretańskich
- Droga św. Jakuba
- Szlak Architektury Drewnianej (województwo małopolskie)